# Пайкон
Па́йкон (греч. Πάικο ή Πολέτι, болг. Паяк «паук») — горный хребет в Греции. Высота до 1650 метров. Расположен в периферии Центральная Македония. Является продолжением Вораса и простирается по границе периферийных единиц Пела и Килкис и восточной границе равнины Аридеи, исторической области Алмопия (Моглена), где живут меглениты. Покрыт лесами преимущественно в восточной части. Некоторые из пиков: Цума (Τσούμα, 1219 м), Пиргос (Πύργος, 1494 м), Вертопия (Βερτόπια, 1490 м) и Аспрохома (Ασπρόχωμα, 831 м), которые находятся на границе Пелы и Килкиса. В Пеле находится пик Метеризи (Μετερίζι, 1598 м), в Килкисе — Кандасти (Καντάστι, 1607 м) и на севере, у государственной границы с Республикой Македония — Скра (Σκρα, 1097 м).
Сложен из мезозойских известняков и мрамора.